# クサチヒメドリ
サバンナシトド (学名：Passerculus sandwichensis) は、スズメ目ホオジロ科に分類される鳥類の一種である。 クサチヒメドリ(草地姫鳥)と呼ばれることもある。

## 分布
アラスカ、カナダ、アメリカ北部、中部とメキシコ北西部、中部からグアテマラ南西部で繁殖し、北アメリカ中部以北で繁殖した個体は、冬季、アメリカ西部からメキシコ、中央アメリカ、西インド諸島などに渡り越冬する。
日本ではまれな冬鳥、または旅鳥として、宮城県から沖縄県にかけて各地で観察記録がある。

## 形態
全長約14cm。雌雄同色である。頭部から背中、腰、上尾筒までの体の上面は黒褐色の縦斑が密にある。頬は淡い褐色で、周囲は黒褐色。眉斑と眼の周囲（アイリング）は黄白色とされるが、白色の個体もある。眉斑以外の羽色も、亜種毎の変異が大きい。

## 生態
草地や農耕地に生息する。
地鳴きは「ツィッ」「ヂィ　ヂィ」など。